# Godman Irvine
Bryant Godman Irvine (25 juillet 1909 - 3 mai 1992) est un homme politique conservateur britannique né au Canada.

## Biographie
Irvine est le fils de William Henry et Ada Mary Irvine et grandit à Toronto. Il fait ses études à l'Upper Canada College à Toronto, puis déménage en Grande-Bretagne pour fréquenter la St Paul's School et le Magdalen College d'Oxford, où il est secrétaire de l'Oxford Union. Il devient avocat, appelé au barreau par Inner Temple en 1932, et est aussi agriculteur. Pendant la Seconde Guerre mondiale Irvine est capitaine de corvette dans la Royal Naval Volunteer Reserve.
Irvine se présente à Wood Green en 1951. Il est député de Rye de 1955 à 1983. Il est secrétaire du Comité 1922 de 1965 à 1966, et de 1976 à 1982, il est vice-président de la Chambre des communes sous George Thomas.
Irvine est mariée à Valborg Cecilie de 1945 jusqu'à sa mort en 1990.